# Aprilia RS 50
Die Aprilia RS 50 ist ein sportliches Kleinkraftrad vom italienischen Motorradhersteller Aprilia. Es wird durch einen 49,9-cm3-Einzylinder-Zweitakt-Aluminiummotor, den Motori-Minarelli-AM6-Motor, angetrieben. In gedrosselter Form erreicht die Aprilia RS 50 eine Geschwindigkeit von 45 km/h, in entdrosseltem Zustand Geschwindigkeiten über 80 km/h.
Seit 2006 wurde eine neue, wesentlich veränderte Version der Aprilia RS 50 produziert; vor allem optisch hebt sich die neue Aprilia RS 50 deutlich von ihren Vorgängern ab. Die neue Aprilia RS 50 wird von dem D50B0/1-Motor von Derbi angetrieben.

## RS4 50
Seit 2011 existiert die neueste Version der Aprilia RS 50, heißt nun RS4 50 und ist das aktuelle Modell der Baureihe. Bei der RS4 50 wurde sowohl der Name als auch das Design grundsätzlich der Aprilia RSV4 (Nachfolger der Aprilia RSV 1000 R) nachempfunden. Der flüssigkeitsgekühlte 50 cm3 Zweitakt-Motor der RS4 50 wird per Anlasser gestartet. Drehzahlabhängig wird der Motor separat über eine Pumpe mit Öl versorgt. Wie das große Vorbild, die Aprilia RSV4 ist auch die RS4 50 mit einem Sechsgang-Getriebe ausgestattet.

## Technik der RS4 50
| Kenngrößen             | Daten |
| ---------------------- | --- |
| Motor                  | Einzylinder-Zweitakter, flüssigkeitsgekühlt                                                                       |
| Bohrung und Hub        | 39,86 × 40 mm |
| Leistung               | 4,7 kW (6,4 PS) bei 9.000/min                                                                                     |
| Vergaser               | Dell’Orto PHVA – 17.5                                                                                             |
| Verdichtungsverhältnis | 11,5:1 |
| Zündung                | Elektronische C.D.I.                                                                                              |
| Anlasser               | Elektrostarter |
| Batterie               | 12 V – 6 Ah |
| Schmierung             | Automatische Beimischung                                                                                          |
| Getriebe               | 6 Gänge, I 11/34, II 15/30, III 18/27, IV 20/24, V 22/23, VI 23/22                                                |
| Primärantrieb          | Zahnräder, 21/78                                                                                                  |
| Sekundärantrieb        | Kette, 11/53 |
| Kupplung               | Mehrscheiben-Kupplung                                                                                             |
| Rahmen                 | Brückenrahmen aus Aluminium                                                                                       |
| Vorderradaufhängung    | 41 mm Upside-Down-Gabel, Federweg 110 mm                                                                          |
| Hinterradaufhängung    | Asymmetrische Monoshock-Schwinge, Federweg 130 mm                                                                 |
| Bremsen                | vorne: 300 mm Scheibe aus rostfreiem Stahl, radiale Vierkolben-Zange                                              |
| Hinten:                | 218 mm Scheibe aus rostfreiem Stahl, radiale Einkolbenzange                                                       |
| Felgen                 | aus Leichtmetall mit 6 Doppelspeichen, Dichtprofil für schlauchlose Reifen; vorne: 2.75 × 17"; hinten: 3.50 × 17" |
| Reifen                 | Vorne: 110/80 – 17", hinten: 130/70 – 17"                                                                         |